# Kabinett Wohleb III
Das Kabinett Wohleb III bildete vom 22. Februar 1949 bis zum 25. April 1952 die Landesregierung von Baden. Die endgültige Auflösung der Ministerien erfolgte bis zum 17. Mai 1952.
| Amt                                  | Name                                                                                          | Partei | Partei |
| ------------------------------------ | --------------------------------------------------------------------------------------------- | ------ | ------ |
| Staatspräsident                      | Leo Wohleb                                                                                    |        | CDU    |
| Stellvertreter des Staatspräsidenten | Hermann Fecht (bis 4. Februar 1952) Alfred Schühly (18. März bis 25. April 1952)              | CDU    |        |
| Inneres                              | Alfred Schühly                                                                                | CDU    |        |
| Justiz                               | Hermann Fecht († 4. Februar 1952) Leo Wohleb (11. März bis 25. April 1952) (geschäftsführend) | CDU    |        |
| Finanzen                             | Wilhelm Eckert (bis 7. März 1952) Alois Schnorr (18. März bis 25. April 1952)                 | CDU    |        |
| Landwirtschaft und Ernährung         | Alfons Kirchgässner                                                                           | CDU    |        |
| Wirtschaft und Arbeit                | Eduard Lais                                                                                   | CDU    |        |